# Nguni

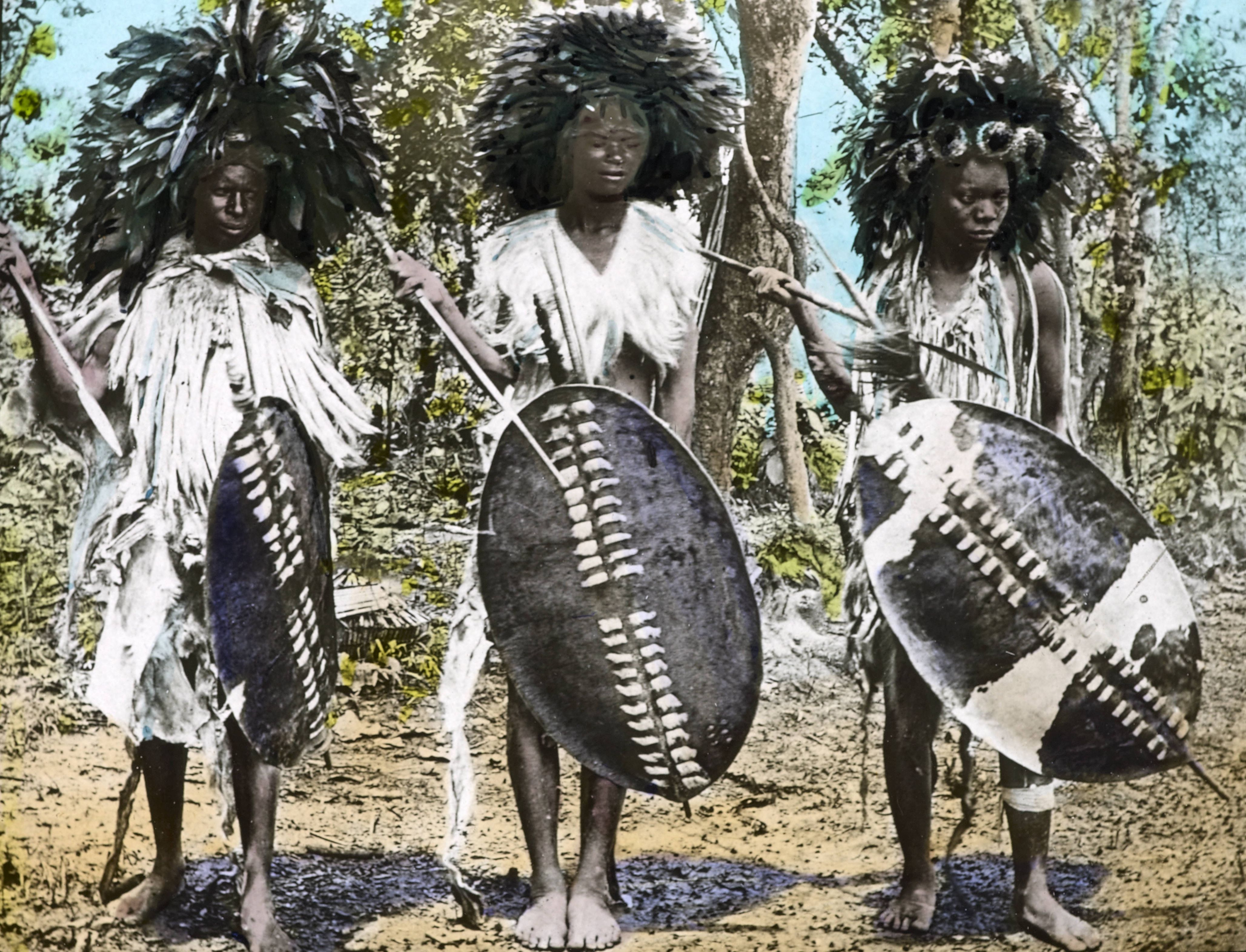
Junge Ngoni-Krieger (1895)

Unter dem Begriff Nguni, nach Norden hin auch Ngoni, werden verschiedene Ethnien der Bantu zusammengefasst.
‚Nguni‘ ist ein Sammelbegriff, der eine ethnische Einheit suggeriert. Nachweisbar ist lediglich eine linguistische Verwandtschaft (siehe auch Nguni-Sprachen). Die unter diesem Sammelbegriff zusammengefassten Bantu verstehen sich nicht als Nguni. Für sie steht die jeweilige Gesellschaft im Vordergrund. Eine weitere, ebenfalls umstrittene Unterteilung differenziert zwischen den Nördlichen Nguni, bestehend aus Zulu und Swasi, und den Südlichen Nguni, zu welchen die Xhosa, Thembu, Mfengu, Mpondo und die Mpondomise gezählt werden. Darüber hinaus gibt es Nguni in Malawi, Mosambik, Sambia, Simbabwe (Ndebele) und Tansania, die im 19. Jahrhundert wegen der Kriege des Zulukönigs Shaka aus dem heutigen Südafrika nach Norden flohen.

## Lebensraum
Die Nguni lebten bis zu den Kriegen des Shaka in der südöstlichen Region von Südafrika, zwischen dem inneren Highveld und dem Indischen Ozean. Ihr Territorium umfasste zunächst nur Natal, ab 1800 auch den Osten der heutigen Provinz Ostkap, Teile des damaligen Basutoland sowie Gebiete bis nach Eswatini.
Zur Sicherstellung der Ernährung betrieben die Nguni Weidewirtschaft und auf Brandrodung basierenden Ackerbau. Daneben kannten sie aber auch die Jagd und das Sammeln von Wildfrüchten.

## Südafrikanische Nguni
Die oberste Einheit der Nguni bildeten die Lineages, die auf je einem männlichen Vorfahren basierten. Die Lineages wurden von einem Chief geführt, wonach Lineage ein Synonym des umstrittenen Begriffes Stamm ist, sowie der ebenfalls oft verwendeten Bezeichnung „Chiefdom“. Einflussreiche Männer versuchten sich selbstständig zu machen, indem sie eine eigene Lineage gründeten. Die Macht eines Häuptlings hing oft davon ab, wie gut sie ihre Lineage zusammenhalten konnten.

### Nördliche Nguni
Bis zum 18. Jahrhundert unterschieden sich die Südlichen Nguni kulturell kaum von den Nördlichen Nguni. Beide Untergruppen bestanden aus einer Vielzahl von recht kleinen Chiefdoms. Erst danach traten die wichtigsten Unterschiede der sozio-politischen Struktur durch die Tendenz der Nördlichen Nguni zum Zentralismus zutage. So tauchten bei den Nördlichen Nguni bis zum Ende des 18. Jahrhunderts die ersten mächtigen Chiefdoms auf, wobei insbesondere die Zulu zu erwähnen sind. Die Zulu erlangten große Macht durch militärische Eroberungen. Etliche Lineages wurden in das Königreich Zulu, wie es bis heute heißt, einverleibt. Es sorgte nicht, wie damals allgemein üblich, jede Familie für sich selbst. Vielmehr waren nur einige Leute für die Lebensmittelgewinnung anderer Leute zuständig. Daraus resultierte ein Überschuss an Arbeitskräften, der es den Zulu erlaubte, eine Armee aufzubauen.

### Südliche Nguni
Die im Gebiet der heutigen Provinz Ostkap lebenden Südlichen Nguni bildeten weitere Gesellschaften. Das wohl bekannteste Volk der Südlichen Nguni sind die Xhosa. Wie bei den Zulu spricht man auch bei den Xhosa von einem Königtum, wobei der jeweilige König über große Macht verfügte. So hatte er beispielsweise das Recht, das gesamte Königtum für einen Krieg zu mobilisieren. Er war auch der oberste Richter bei sämtlichen Disputen. Dieser mächtige Status des Königs erlaubte eine erheblich größere Stärke und Stabilität als bei den meisten Chiefdoms. Trotz dieser Stärke war die politische Struktur nie zu vergleichen mit dem Staatsapparat der Zulu. Ein spezifisches Merkmal der Xhosa war der intensive regionale Handel. Sie tauschten insbesondere Vieh und Tabak gegen Esswaren aus dem Thembuland, Häute vom Pondoland sowie Eisen und Kupfer von den Batswana ein. Durch die Ankunft der Weißen taten sich für die Xhosa weitere Handelsmöglichkeiten auf.

## Zentralafrikanische Nguni
Die Nguni in Malawi, Mosambik, Sambia, Simbabwe und Tansania führen ihre Wurzeln auf die Zulu in Natal in der heutigen Republik Südafrika zurück. Der Verwandtschaftsgrad dieser Nguni-Stämme untereinander ist allerdings keineswegs klar. Einige Ethnologen gehen sogar davon aus, dass sie genetisch nichts miteinander zu tun haben.
Um 1817 geriet das Mthethwa-Bündnis, dem die Zulu angehörten, in Konflikt mit dem der Ndwandwe und besiegte es 1819 in der Schlacht am Fluss Umhlatuze nahe Nkandla in Natal. In den folgenden 20 Jahren flohen viele Gruppen des Ndwande-Bündnisses nach Norden. Einer der Kommandeure, Zwangendaba kaHlatshawyo (1780–1848), Oberhaupt des Jere- oder Gumbi-Stammes, führte eine kleine Gruppe durch Mosambik und Simbabwe in die Region des Viphya-Plateaus im heutigen Malawi um das heutige Mzimba. Einige siedelten in Sambia um das heutige Lundazi und einige in Tansania um Matema. Sie wandten dabei Kampftechniken und Strategien der Zulu an, die sie die örtlichen Stämme besiegen und integrieren ließ.
Nach dem Tod von Zwangendaba 1848 zerfielen die Nguni in fünf Gruppen, die jeweils für sich ein eigenes Land suchten:
- Jere Ngoni von Mchinji unter Oberhaupt Mpezeni (dessen Residenz nahe dem heutigen Chipata in Sambia liegt)
- Jere Ngoni von Mzimba unter Oberhaupt M’Mbelwa
- Maseko Ngoni von Dedza unter den Oberhäuptern Kachindamoto und Kachere
- Maseko Ngoni von Ntcheu unter Oberhaupt Gomani
- Maseko Ngoni von Thyolo unter Oberhaupt Vumbwe

Heute werden in diesen Gebieten rund eine Million Nguni gezählt.
Zu unterscheiden ist diese Wanderung von der des Matabelekönigs Mzilikazi nach Matabeleland in Simbabwe. Er flüchtete 1823 mit seinen Stämmen aus Natal, zog erst nach Mosambik, dann nach Westen und Norden bis nach Barotseland und von dort, durch die Kololo und Lozi geschlagen, zurück nach Süden in das Gebiet um Bulawayo, wo diese Nguni als Matabele bis heute siedeln.

## Ngoni von Tansania
Maseko Ngoni unter dem Anführer Mputa überquerten etwa 1844 den Rovuma, besiegten die Wayao und ließen sich in der Ruvuma-Region im heutigen Südwesttansania nieder.
Jene Ngoni, die das Nordende des Malawisees umrundet hatten, trafen unter den Anführern Zulu Gama und Mbonani Tawete 1856 in der Ruvuma-Region ein, wo sie auf die Maseko Ngoni stießen. Da diese zahlenmäßig überlegen waren, einigte man sich friedlich, dass Mputa die Oberherrschaft übernehmen solle. Mputa wurde somit der erste König (nkosi) der Tansania-Ngoni.
In der Folge vermischten sich die Ngoni mit der altansässigen Bevölkerung (Nindi, Ndendeule, Pangwa, Matengo, Nyanja, Yao). Mit der Zeit wurde auch das Nguni der Eroberer, das Alt-Kingoni, von den Sprachen der altansässigen Bevölkerung überlagert, und es entstand das Neu-Kingoni.
Der tansanische Zensus von 1967 zählte in der Ruvuma-Region 29.686 Ngoni, davon 19.535 im Songea-Distrikt.